# Association Sportive du Port
L'Association Sportive du Port, també conegut com a AS Port de Djibouti, és un club de Djibouti de futbol de la ciutat de Djibouti.
Els seus colors habituals són el blau i blanc, però també ha jugat amb uniforme taronja alguna temporada.

## Palmarès
- Lliga djiboutiana de futbol:[8]
  - 2010, 2011, 2012, 2019
- Copa djiboutiana de futbol:[9]
  - 1988, 1989, 2010, 2011, 2013
- Supercopa djiboutiana de futbol:[9]
  - 2013